# Вышата
Вышата (ум. после 1064) — сын новгородского посадника Остромира и Феофаны, родственник Рюриковичей. Воевода киевского ополчения, отправившегося при Ярославе Мудром, с его сыном, — новгородским князем Владимиром Ярославичем, в 1043 году в поход на Византию.

## Факты биографии
Когда буря разбила много русских лодок, и 6 000 воинов должны были идти по суше, никто из дружины не захотел вести их, — пошёл только Вышата как предводитель ополчения. Оно было разбито византийцами, сам Вышата взят в плен со многими воинами и только через три года, по заключении мира с Византийской империей, отпущен на свободу.
В 1064 году оказывал содействие волынскому князю Ростиславу Владимировичу в реализации его права на новгородский престол. После неудачи он помогал князю вместе с другим знатным новгородцем Пореем в изгнании Глеба Святославича из Тмутаракани, где Ростислав вокняжился.
Не менее известны его сыновья:
- Ян Вышатич — киевский тысяцкий.
- Путята Вышатич — киевский тысяцкий.

Предполагают, что если они служили Ярославичам в Киеве, то и Вышата после изгнания Ростислава из Тмутаракани Святославом Ярославичем, оказался в Киеве и там скончался.
Считается, что рассказы Вышаты включены в Повесть временных лет. Д. С. Лихачёв высказывал догадку, что Вышата сообщал летописцу Никону новгородские сведения о призвании варягов, князе Владимире, воеводе Добрыне и пребывании князя Ярослава Мудрого в Новгороде.
Есть предположение что родство Вышаты с Рюриковичами связано через его мать Феофану, которая, по некоторым данным, была дочерью великого князья Владимира Святославича.

## Семья
По Д. Прозоровскому и Шахматову (сведения о своих предках дали авторам Начального свода Вышата и Ян Вышатич)
1. Малк Любчанин
  1. Малуша
  2. Добрыня (воевода)
    1. Константин Добрынич
      1. Остромир + Феофана
        1. Вышата
          1. Путята Вышатич
          2. Ян Вышатич + Мария
            1. преп. Варлаам Печерский

        2. Порей
        3. неизвестный по имени сын

## В кино
- Ярослав. Тысячу лет назад (2010; Россия) режиссёр Дмитрий Коробкин, в роли Вышаты Владимир Антоник.